# 에드워드 순교왕
에드워드 순교왕(고대 영어: Ēadweard se Martyr, 영어: Edward the Martyr, 962년 ~ 978년)은 잉글랜드 왕국의 왕이다.